# Starbaeckia
Starbaeckia is een monotypisch geslacht van schimmels behorend tot de familie Phacidiaceae. Het bevat alleen de soort Starbaeckia pseudotryblidioides.